# کمیته ملی فیزیک
کمیته ملی فیزیک (NPC) بزرگ‌ترین سازمان بدنسازی آماتور در ایالات متحده است. بدنسازان آماتور در مسابقات محلی تا ملی که توسط NPC تصویب شده است، رقابت می‌کنند. اگرچه اصطلاح «بدنسازی» معمولاً برای اشاره به ورزشکارانی که در مسابقات مورد تأیید NPC و IFBB Pro League شرکت می‌کنند، به کار می‌رود، اما نه بخش شامل بدنسازی مردان، بدنسازی زنان، بیکینی، فیزیک مردان، فیزیک کلاسیک، فیزیک زنان، فیگور، فیتنس و ولنسی ارائه می‌شود.

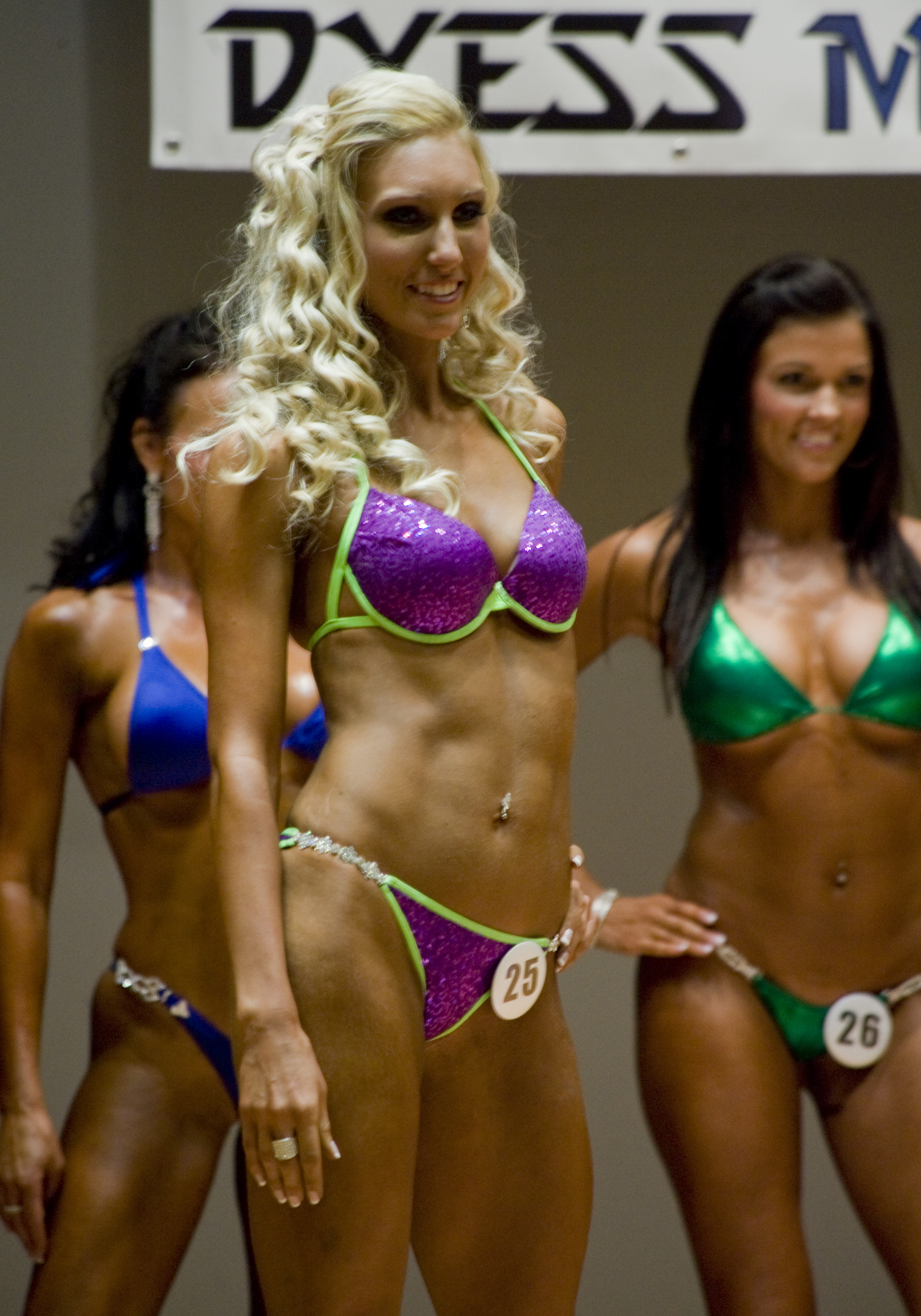
شرکت‌کنندگان در بخش آزاد بیکینی زنان در پایگاه نیروی هوایی دایِس در تگزاس در سال ۲۰۱۲

## رویدادها
- بدنسازی مردان
- فیزیک کلاسیک
- فیزیک مردان
- تناسب اندام
- بدنسازی زنان
- فیزیک زنان
- بیکینی
- فیگور
- ولنسی[۲]